# Ordine al merito (Camerun)
L'Ordine al Merito è un ordine cavalleresco del Camerun.

## Storia
L'Ordine è stato fondato il 30 novembre 1972 dal Presidente Ahmadou Ahidjo.

## Classi
L'Ordine dispone delle seguenti classi di benemerenza:
- Gran Cordone
- Commendatore
- Ufficiale
- Cavaliere

## Insegne
- Il nastro è giallo.